# 神戸市立西山小学校
神戸市立西山小学校（こうべしりつにしやましょうがっこう）は、兵庫県神戸市北区にある市立の小学校である。

## 沿革
- 1990年 - 神戸市立有野小学校から分離開校

## 教育目標
- 心豊かに 自ら伸びる子
  - 学級づくり 自分を大切に
  - 授業づくり みんなと仲良く助け合う子ねばり強くやりとげる子 友達を大切に
  - ふれあいのある学校づくり 自ら進んで学ぶ子地域と共に伸びる子 故郷を大切にする子

## 通学区域
- 神戸市北区
  - 有野町有野[1]
  - 有野町二郎[1]
  - 京地
  - 菖蒲が丘
  - 西山
  - 八多町[1]
  - 藤原台北町5丁目、7丁目

## 進学先中学校
- 神戸市立有野北中学校

## 校区内の主な施設
- 神戸電鉄三田線田尾寺駅
- 神戸市北消防署北神分署
- ウエルシア北神星和台店
- マックスバリュ北神星和台店
- エディック北神本部校

## 交通
- 神戸電鉄三田線田尾寺駅から徒歩10分
- 六甲北有料道路吉尾ランプからすぐ
- 神姫バス68系統、西山小学校前で下車、徒歩すぐ

## 通学区域が隣接している学校
- 神戸市立有野小学校
- 神戸市立義務教育学校八多学園